# Julia Mamaea (femme de Polémon II du Pont)
Julia Mamaea, également connue sous le nom de Mamaea (née vers 40 - décédé après 60), était une princesse de la dynastie d'Émèse cliente des Romains qui est devenue une reine du Pont, du Bosphore et de Colchide par alliance avec le roi Polémon II du Pont. Elle n'est connue que par une monnaie et une inscription retrouvée dans la ville de Laodicea Catacecaumene.

## Antécédents familiaux et jeunesse
Mamaea était une reine d'origine Arabe, Arménienne, Hellénistique et Mède. Le nom Mamaea est un nom d'origine sémitique, tandis que son prénom Julia fait référence à sa citoyenneté romaine. C'était une fille de Sohaemus d'Émèse et de son épouse Drusilla de Maurétanie. Mamaea est probablement née et a grandi à Émèse (actuelle Homs), dans la province romaine de Syrie. On ne sait rien sur sa jeunesse.

## Mariage avecPolemonIIdu Pont
Mamaea a épousé le roi client des Romains Polémon II du Pont, prince qui descendait de la dynastie du Pont et du Bosphore, d'origine Hellénistique et romaine. Le mariage entre Polémon (II) et Mamaea est inconnu dans les sources antiques. Le nom de Julia Mamaea et son identité sont révélés par des pièces de bronze. Les pièces de monnaie survivantes provenant de Polémon (II) et de Mamaea sont extrêmement rares, trois spécimens seulement sont connus. Sur cette monnaie figure son titre royal en grec ΙΟΥΛΙΑΣ ΜΑΜΑΙΑΣ ΒΑΣΙΛΙΣΣΗΣ (de Julia Mamaea la Reine). Par son mariage avec Polemon II, Mamaea est devenue une reine cliente romaine du Pont, du Bosphore et de Colchide.
Dans la ville de Laodicea Catacecaumene, située à 35 km au nord de Konya, dans le district de Sarayönü, sur la route d'Akşehir, le procurateur Glycerinus, un affranchi impérial qui était lié aux domaines impériaux de la ville, a mis en place et dédié une inscription à Julia Mamaea. Cette inscription est datée avant le règne de l'empereur romain Hadrien dont le règne a commencé en 117. Après ce moment on ne sait plus rien de Mamaea.

## Postérité
Mamaea a donné deux fils à Polémon (II) qui sont Polémon Eupator (el) et Rheometalces Philocaesar (el). Les noms des fils de Polémon, sont connus car ils ont été conservés par une inscription située à Amphipolis (Grèce) qui commémore Polemon (II).

## Confusion
Une partie des auteurs confondent son mari Polémon II du Pont avec son cousin, le roi de Cilicie Marcus Antonius Polemo II. C'est ce dernier qui se marie avec la princesse hérodo-hasmonéenne Bérénice, alors que le Polémon roi du Pont, du Bosphore et de Colchide se marie avec Julia Mamaea. Il est donc inutile de considérer que Mamaea s'est mariée après que Bérénice ait quitté son mari dans les années 50.